# پایلیوپتریکس

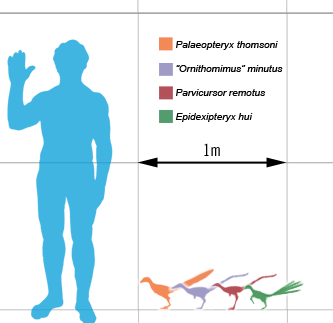
پایلیوپتریکس (به رنگ نارنجی) در مقایسه با سایر گونه‌های تروپود.

پایلیوپتریکس (نام علمی: Palaeopteryx) نام یک سرده از شاخه طنابداران است.